# 临津江站
临津江站（：／ Imjingang yeok */?）是京義線沿線的鐵路車站，位於韓國京畿道坡州市文山邑。首都圈電鐵京義·中央線的文山－臨津江穿梭列車停靠本站。臨津閣國民觀光地在附近，因此常被誤稱為「臨津閣站」。
京義線復原事業文山站至臨津江站6.8公里路段的復原完工後，2001年9月30日再開始營業。若要前往都羅山站，必須先在此站辦理民間人出入統制區域出入特別手續，亦要在都羅山站回程前先購入來回乘車券。此站是京義線普通韓國市民可自由出入的最後一個車站。

## 車站結構
站體為1面2線單邊側式月台。

### 月台配置
| ↑ 雲泉   |
| \|       |
| 都羅山 ↓ |

| 月台 | 路線   | 目的地           |
| ---- | ------ | ---------------- |
| 月台 | 京義線 | 文山、都羅山方向 |

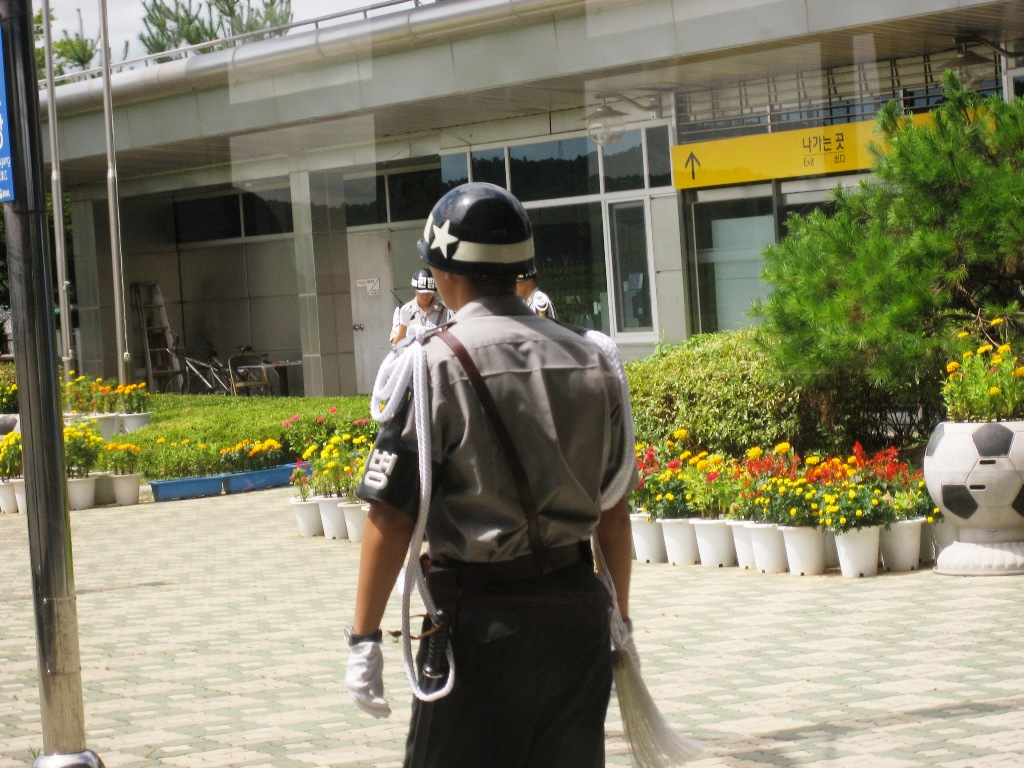
站内的韓國憲兵
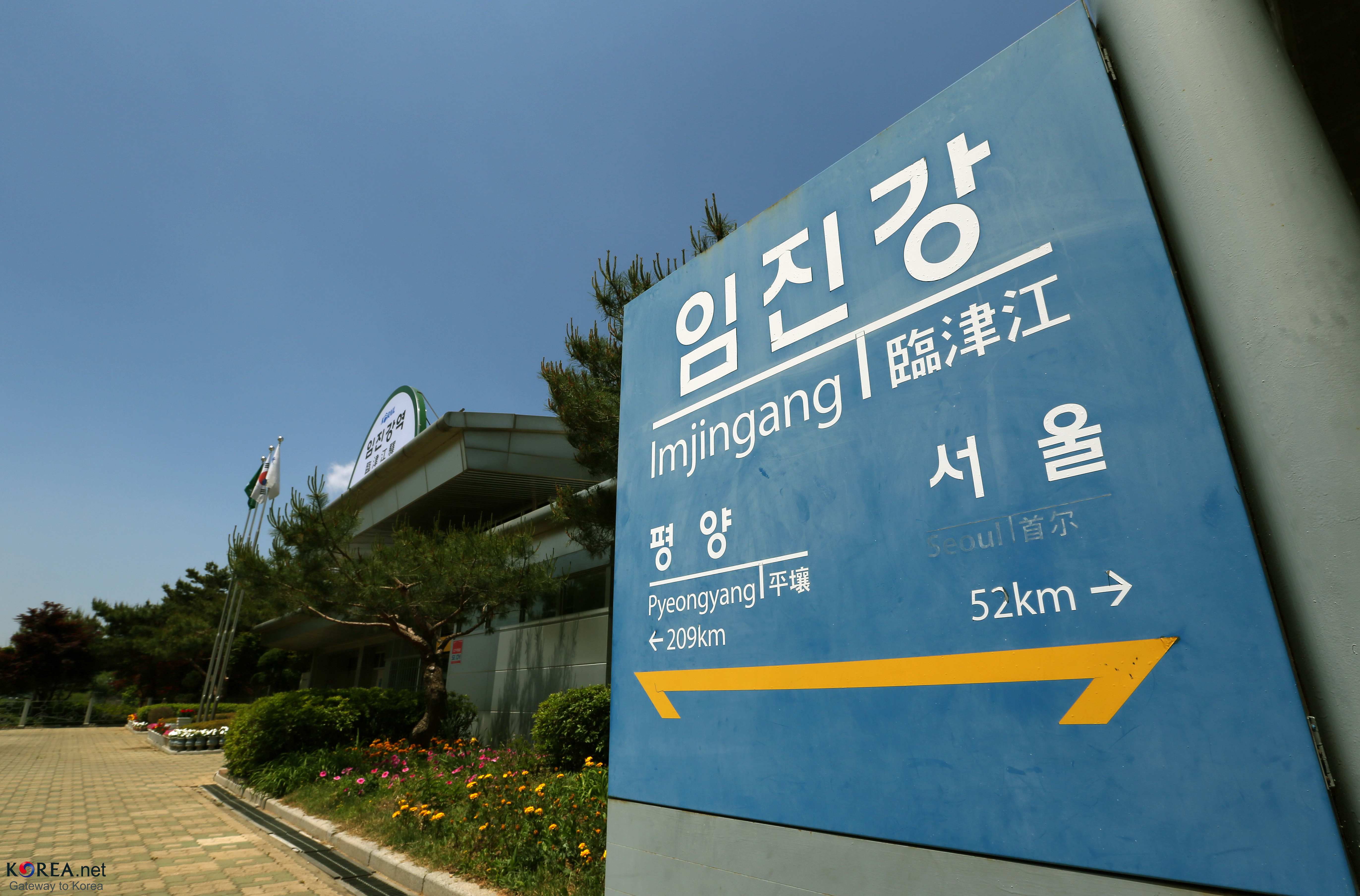
车站站牌
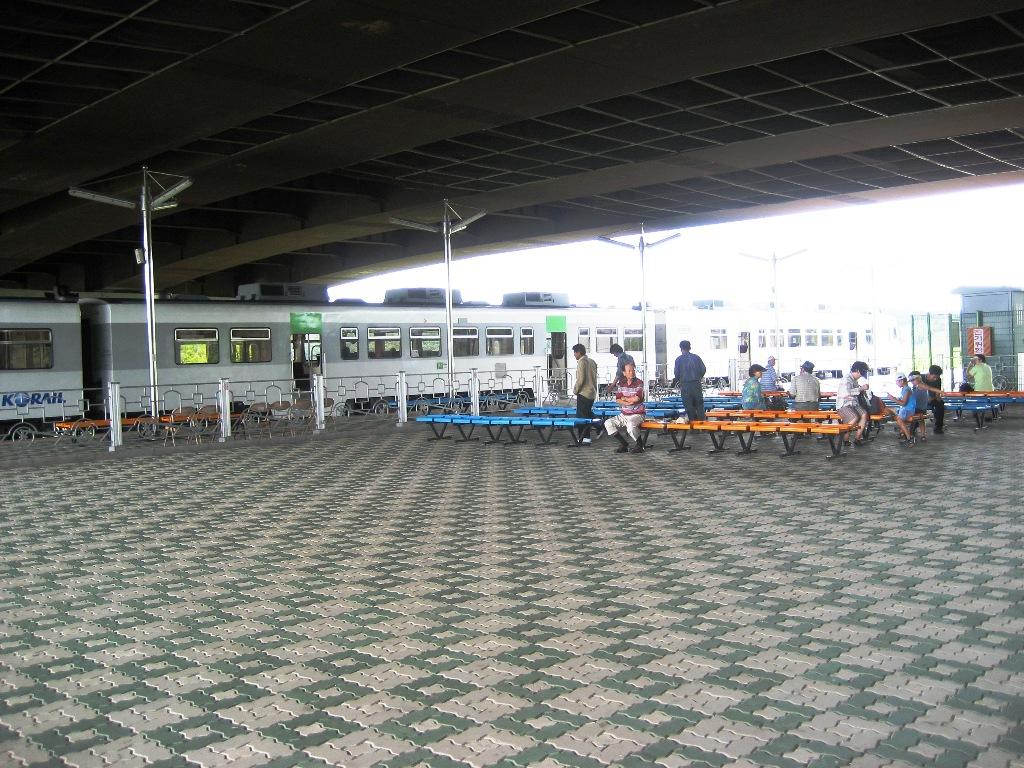
和平列車停靠
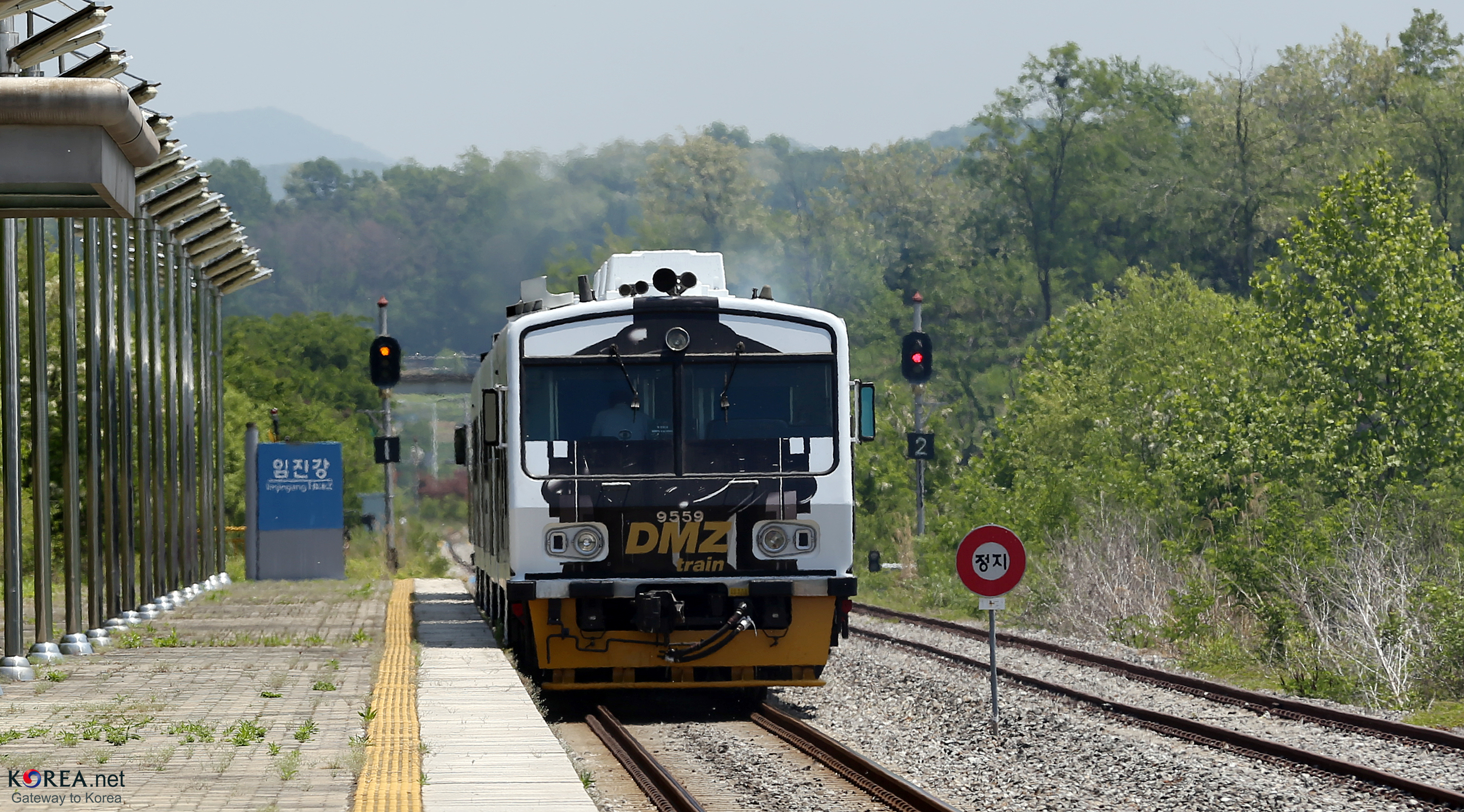
和平列車驶出车站

## 历史
- 1938年9月1日－臨津站啟用。(京城算起51.9公里)
- 1941年5月7日－從1941年3月31日起，營運時間延長至當年10月31日止。
- 1941年10月31日－廢止。
- 2001年9月30日 - 落成使用，車站等級為"運轉簡易站"。
- 2014年5月1日－通勤列車停駛。
- 2014年5月4日－和平列車(DMZ-Train)運行開始。
- 2020年3月28日－首都圈電鐵京義·中央線開始使用本站。

## 車站附近
- 臨津閣旅遊區
- 大力水手炸雞 臨津閣店
- CU 臨津閣店
- 自由之橋
- 臨津江鐵橋
- 統一大橋